# Panama Jack
Panama Jack es una empresa española de calzado y complementos fundada en 1989 en la localidad de Elche (Alicante). La empresa comercializa sus marcas Panama Jack y PNMJ en 22 países, destinando el 70% de la producción al mercado exterior.

## Historia
Antonio Vicente creó en 1982 en Elche la empresa Grupp Internacional, S.A., una empresa orientada a la exportación. En 1989 nacería la marca Panama Jack.
La marca pertenece al Foro de Marcas Renombradas Españolas.